# Шанти Маткин
Шанти Маткин (шп. Shanti Matkin) је ди-џеј и извођач психоделичног тренса, пореклом из Амстердама, Холандија.

## Биографија
Он се данас сматра једним од водећих извођача тренс сцене. Његова каријера је почела веома рано, са тринаест година је одрадио своју прву журку у једном клубу у Амстердаму. Годину дана касније је већ наступао на Voov фестивалу - једном од највећих и најпознатијих тренс фестивала на свету.
Поред наступања широм света, врло брзо је развио и стваралачки дух. Почео је да ствара са својим најбољим пријатељем Нилсом Фенстром (Nils Feenstra) и повремено са својим старијим братом Риктамом и његовим партнером Бансијем (GMS), развијајући јединствени звук са „масном“ бас-линијом, и неким industrial елементима присутним у техну и хаусу са психоделичним мелодијама.
Ускоро је позван да прави траке са ветеранима тренс сцене као што су Dino Psaras, Man With No Name, Deedrah и Earthling; као и ремиксе за извођаче као што су Talamasca, Deedrah и Sub6.
Од 2001. је редовни гост Vision Quest Gathering-а, једног од највећих тренс фестивала у Јапану.

## Пројекти

### 
Нови пројекат са Дадом (Frederic Holyszewski – Dado/Synthetic/Deedrah) и Дином Псарасом основан 2005. године. Издали су албум "Modern Day Classics".